# Halarchon vesiculosus
Halarchon es un género monotípico de plantas herbáceas perteneciente a la familia Amaranthaceae. Su única especie es: Halarchon vesiculosus (Moq.) Bunge. 

## Taxonomía
Halarchon vesiculosus fue descrita por (Moq.) Bunge y  publicado en Mémoires de l'Académie Impériale des Sciences de Saint Pétersbourg, Septième Série(Sér. 7) 4(11): 75, en el año 1862.
Sinonimia
- Halocharis vesiculosa Moq. basónimo[3]